# Современный иврит
Современный иврит (ивр. עִבְרִית חֲדָשָׁה‎, ivˈʁit χadaˈʃa израильский иврит или просто иврит) — современная стандартная форма языка иврит. Это единственный сохранившийся ханаанский язык, а также один из древнейших языков, на котором говорятсегодня как на родном языке, поскольку иврит был засвидетельствован со 2-го тысячелетия до н. э. Он использует еврейский алфавит, консонантное письмо с направлением письма справа налево. Текущий стандарт был кодифицирован в рамках возрождения иврита в конце XIX — начале XX веков и теперь является единственным официальным и национальным языком Государства Израиль, где на нём преимущественно говорят более 9 миллионов человек. Современный иврит считается успешным примером возрождения языка в истории.
Иврит, северо-западный семитский язык в афразийской языковой семье, использовался с древности как родной язык израильтян до ~ III века до н. э., когда он был вытеснен западным диалектом арамейского языка, местными или доминирующими языками регионов, куда мигрировали евреи, а позже еврейско-арабским, сефардским, идишем и другими еврейскими языками. Иврит продолжал использоваться в еврейской литургии, поэзии и литературе, а также в письмах, но вымер как разговорный язык.
К концу XIX века российско-еврейский лингвист Элиэзер Бен-Йехуда основал движение за возрождение иврита как повседневного языка, с целью сохранить литературу на иврите и еврейскую национальность в контексте сионизма. Вскоре после этого большое количество носителей идиша и ладино были убиты во время Холокоста или бежали в Израиль, также многие носители еврейско-арабского языка репатриировались в Израиль в ходе исхода евреев из мусульманского мира, и всем им пришлось изучать современный иврит.
Из 9-10 миллионов человек, говорящих в настоящее время на иврите, для 6 миллионов иврит является родным, подавляющее большинство из них — евреи, родившиеся в Израиле или иммигрировавшие в раннем детстве. Остальные распределяются следующим образом: 2 миллиона — репатрианты; 1,5 миллиона — израильские арабы, родным языком которых обычно является арабский; и полмиллиона — израильтяне-экспатрианты или евреи диаспоры.
Развитием современного иврита руководит Академия языка иврит со штаб-квартирой в Еврейском университете в Иерусалиме.

## Название
Используемый научный термин для обозначения языка — «современный иврит» (עברית חדשה). Большинство людей называют его просто «иврит» (עברית).
Термин „современный иврит“ был описан как „несколько проблематичный“, поскольку он подразумевает однозначную периодизацию от библейского иврита. Хаим Розен поддержал ныне широко используемый термин «израильский иврит» так как он «отражает нехронологическую природу иврита». В 1999 году израильский лингвист Гилад Цукерманн предложил термин «израильский», чтобы отразить множественное происхождение языка:325.

## Фон
Историю иврита можно разделить на четыре основных периода:
- Библейский иврит, примерно до III века до н. э.; язык большей части Танаха
- Мишнаистский иврит, язык Мишны и Талмуда
- Средневековый иврит (VI—XIII век н. э.)
- Современный иврит (конец XIX века —настоящее время), язык государства Израиль.

Расцвет иврита, как разговорного языка, пришёлся на период царств Израиля и Иудеи (1200—586 год до н. э.). В какой степени иврит оставался разговорным языком после вавилонского плена, когда древнеарамейский стал преобладающим международным языком в регионе, является предметом научных споров.
После восстания Бар-Кохбы (132—136 годы н. э.), уничтожившего население Иудеи, иврит как разговорный язык, исчез к 200—400 году н. э.. После изгнания иврит стал использоваться только как язык богослужения и в литературе.

## Возрождение
В период Старого ишува иврит превратился в разговорный язык межнационального общения среди палестинских евреев. Элиэзер Бен-Йехуда возродил иврит как родной язык в конце XIX — начале XX века.
Современный иврит использовал морфемы библейского иврита, орфографию и грамматику Мишны и сефардское произношение. Поддержку иврита осуществляли организации Эдмонда Ротшильда в 1880-х годах. Иврит получил официальный статус в конституции Британского мандата в Палестине 1922 года.
Бен-Иегуда кодифицировал и спланировал современный иврит, используя 8000 слов из Библии и 20 000 слов из раввинских комментариев. Многие новые слова были заимствованы из арабского языка из-за общих семитских корней с ивритом, но изменены, чтобы соответствовать фонологии и грамматике иврита, например, слова gerev (ед. ч.) и garbayim (мн. ч.) теперь применяются к слову «носки», уменьшительное от арабского ğuwārib («носки»)..
Примеры заимствований из арабского языка (такие как nana, zaatar, mishmish, kusbara, ḥilba, lubiya, хумус, gezer, rayḥan и т. д.), а также большая часть сленга современного иврита. Продуктивным обновителем ивритских слов был поэт Хаим Нахман Бялик.
Старые значения существительных иногда менялись на совершенно другие значения. Так, слово барделас (ברדלס) на иврите Мишны означало гиена, но на современном иврите означает гепард; слово шезиф (שזיף), которое теперь используется для обозначения сливы, ранее означало ююбу. Слово kishū’īm (ранее обозначало «огурцы») теперь обозначает кабачки. Слово kǝvīsh (כביש), которое теперь обозначает дорогу, на самом деле является арамейским прилагательным, означающим «протоптанный» или «проложенный», а не нарицательным существительным. Первоначально оно использовалось для описания проложенной тропы. Цветок анемона , называемый в современном иврите kalanit (כלנית), раньше на иврите назывался shoshanat ha-melekh («цветок царя»).

## Классификация
Современный иврит классифицируется как афразийский язык семитской семьи, входящий в ханаанскую ветвь северо-западной семитской подгруппы. Основан на мишнаитском и библейском иврите, а также на сефардской и ашкеназской литургической и литературной традиции Средневековья и Хаскалы. Одни учёные считают, что современный иврит сохраняет семитский характер в своей морфологии и синтаксисе. Другие лингвисты утверждают, что современный иврит представляет собой принципиально новую языковую систему, которая не является прямым продолжением какого-либо предыдущего языкового состояния.
Современный иврит считается языком койне, основанным на исторических слоях иврита, включает иностранные элементы, в основном те, которые были привнесены в самый критический период возрождения между 1880 и 1920 годами, а также новые элементы, созданные носителями языка посредством естественной языковой эволюции. Меньшинство лингвистов считает, что возрождённый язык был настолько подвержен влиянию различных языков-субстратов, что генеалогически является гибридом с индоевропейским. Большинство учёных сходятся во мнении, что современный иврит, несмотря на его несемитские влияния, может быть правильно классифицирован как семитский язык. Хотя современный иврит имеет больше черт языка среднеевропейского стандарта, чем библейского иврита, он всё ещё имеет меньше таких черт, чем современный стандартный арабский язык.

## Алфавит
Современный иврит пишется справа налево с использованием еврейского алфавита, представляющего собой абджад (письмо, состоящее только из согласных) из 22 букв, основанный на «квадратной» форме письма, известной как ассирийское письмо, которая произошла от арамейского письма. В рукописном письме используется курсивное письмо. При необходимости гласные обозначаются диакритическими знаками над или под буквами, известными как огласовки, или с помощью Матрес лекционис (буквы, обозначающих согласные, которые используются в качестве гласных). Для обозначения вариантов произношения согласных используются дополнительные диакритические знаки, такие как дагеш, точка для букув син/шин и бет / вет. Знак гереша используется для получения согласных 'צ (варианты написания также תש или טש) [ t͡ʃ ], 'ג [ d͡ʒ ], 'ז[ ʒ ]. Звук [ w ] может быть представлен простым вавом или двойным (וו) или при помощи гереша ('ו).

## Фонология
В современном иврите меньше фонем, чем в библейском, но он развил собственную фонологическую сложность. В израильском иврите от 25 до 27 согласных, в зависимости от наличия у говорящего фарингальных согласных. В нём от 5 до 10 гласных, в зависимости от того, учитываются ли дифтонги и гласные.

## Морфология
Морфология современного иврита (образование, структура и взаимосвязь слов в языке) является библейской. Новые слова образуются с помощью классических семитских приёмов из трёхсогласных корней по моделям для существительных и прилагательных (мишкали) и для глаголов (биньяны). Атрибутивные модели Мишны часто используются для создания существительных, а классические модели — для создания прилагательных. Смешанные слова получаются путем слияния двух связанных основ или частей слов.

## Синтаксис
Синтаксис современного иврита в основном соответствует Мишне, но есть и влияние других языков. Грамматика современного иврита включает аналитические обороты, выражающие такие формы, как дательный, аллатив и винительный падеж, образованные с помощью предложных частиц вместо склонения.

### Порядок слов
В современном иврите преобладает порядок слов SVO (подлежащее-глагол-дополнение). В библейском иврите изначально был порядок слов VSO (глагол-подлежащее-дополнение). В современном языке предложение может быть правильно организовано в любом порядке. Современный иврит сохраняет классические синтаксические свойства, связанные с языками VSO: это предложный, а не послеложный падеж и обстоятельственные отношения. , вспомогательные глаголы предшествуют основным глаголам; основные глаголы предшествуют своим дополнениям и модификаторам существительных (прилагательным, определителям, кроме определенного артикля ה- (ha) и прилагательные (адъюнкты) следуют за главным существительным; а в родительных конструкциях принадлежащее существительное предшествует владельцу. Более того, современный иврит допускает, а иногда и требует, чтобы предложения начинались со сказуемого.

## Лексика
Современный иврит эффективно расширил свой словарный запас, чтобы удовлетворить потребности разговорной речи, науки и техники, журналистики и художественной литературы. По словам Гилада Цукермана:
Число засвидетельствованных слов библейского иврита составляет 8198, из которых около 2000 являются гипаксами (число корней библейского иврита, на которых основаны многие из этих слов, составляет 2099). Число засвидетельствованных слов раввинистического иврита составляет менее 20 000, из которых (i) 7879 являются раввинскими par excellence, т. е. они не встречаются в Ветхом Завете (число новых корней раввинистического иврита составляет 805); (ii) около 6000 являются подмножеством библейского иврита; и (iii) несколько тысяч являются арамейскими словами, которые могут иметь еврейскую форму. Средневековый иврит добавил 6421 слово к (современному) ивриту. Примерное число новых лексических единиц в израильском языке составляет 17 000 (ср. 14 762 в Even-Shoshan 1970 [...]). С учетом иностранных и технических терминов [...] общее количество израильских слов, включая слова библейского, раввинского и средневекового происхождения, составляет более 60 000. :64–65

### Заимствованные слова
Современный иврит имеет заимствования из арабского (как из местного палестинского диалекта, так и из диалектов еврейских иммигрантов из арабских стран), арамейского, идиша, иудео-испанского, немецкого, польского, русского, английского и других языков. Одновременно сохранились заимствования из ханаанских языков, а также аккадского. Мишнаистский иврит заимствовал много существительных из арамейского (включая персидские слова, заимствованные арамейским), а также из греческого и, в меньшей степени, из латыни.
Латинское слово «familia», от которого произошло английское слово «family», вошло в мишнаитский иврит, а в стране и в современном иврите, как «pamalya» (פמליה), что означает «окружение». (Исходное латинское слово «familia» относилось как к семье знатного римлянина, так и к его дому в целом, включая свиту рабов и вольноотпущенников, сопровождавших его в публике, — поэтому и английский, и еврейский варианты слова произошли от латинского значения.
В Средние века произошли значительные семантические заимствования из арабского языка, особенно в областях науки и философии. Вот типичные примеры заимствований иврита:
| Заимствованное слово | Заимствованное слово | Заимствованное слово  | Производные | Производные  | Производные                | Источник     | Источник               | Источник                                          |
| иврит                | IPA                  | значение              | иврит       | IPA          | значение                   | язык         | написание              | значение                                          |
| -------------------- | -------------------- | --------------------- | ----------- | ------------ | -------------------------- | ------------ | ---------------------- | ------------------------------------------------- |
| בַּי                   | /baj/                | До свидания!          |             |              |                            | англ.        | bye                    | bye                                               |
| אֶגְזוֹז                | /eɡˈzoz/             | Выхлопная труба       |             |              |                            | англ.        | exhaust system         | exhaust system                                    |
| דיג׳יי               | /ˈdidʒej/            | DJ                    | דיג׳ה       | /diˈdʒe/     | работать диджеем           | англ.        | to DJ                  | to DJ                                             |
| וַאלְלָה                | /ˈwala/              | Действительно?        |             |              |                            | араб.        | والله                  | really!?                                          |
| כֵּיף                  | /kef/                | Кайф                  | כַּיֵּף‬         | /kiˈjef/     | развлекаться               | араб.        | كيف                    | pleasure                                          |
| תַּאֲרִיךְ                | /taʔaˈʁiχ/           | Дата                  | תֶּאֱרַךְ        | /teʔeˈreχ/   | проставить/установить дату | араб.        | تاريخ                  | date, history                                     |
| חְנוּן                 | /χnun/               | слабак                |             |              |                            | Марокканский | خنونة‎                  | snot                                              |
| אַבָּא                  | /ˈaba/               | Папа                  |             |              |                            | арам.        | אבא‬                    | the father/my father                              |
| דוּגרִי                | /ˈdugʁi/             | честно                |             |              |                            | османск.     | طوغری‎ doğrı            | correct                                           |
| פַּרְדֵּס                 | /paʁˈdes/            | Плодовый сад          |             |              |                            | авест.       | 𐬞𐬀𐬌𐬭𐬌⸱𐬛𐬀𐬉𐬰𐬀            | garden                                            |
| אֲלַכְסוֹן               | /alaχˈson/           | Диагональ             |             |              |                            |              | λοξός                  | slope                                             |
| וִילוֹן                | /viˈlon/             | Штора, занавеска      |             |              |                            | лат.         | vēlum                  | veil, curtain                                     |
| חַלְטוּרָה               | /χalˈtuʁa/           | Халтура               | חִלְטֵר        | /χilˈteʁ/    | халтурщик                  | русск.       | халтура                | shoddy work                                       |
| בָּלָגָן                 | /balaˈɡan/           | Беспорядок            | בִּלְגֵּן        | /bilˈɡen/    | устроить беспорядок        | русск.       | балаган                | chaos                                             |
| תַּכְלֶ׳ס                | /ˈtaχles/            | Напрямую/ по-существу |             |              |                            | идиш         | תכלית                  | goal (Hebrew word, only pronunciation is Yiddish) |
| חְרוֹפּ                 | /χʁop/               | храп                  | חָרַפּ         | /χaˈʁap/     | храпеть                    | идиш         | כראָפ                   | snore                                             |
| שְׁפַּכְטֵל                | /ˈʃpaχtel/           | Шпатель               |             |              |                            | нем.         | Spachtel               | putty knife                                       |
| גּוּמִי                 | /ˈɡumi/              | Резина                | גּוּמִיָּה       | /ɡumiˈja/    | резинка                    | нем.         | Gummi                  | rubber                                            |
| גָּזוֹז                 | /ɡaˈzoz/             | газированный напиток  |             |              |                            | тур. из фр.  | gazoz from eau gazeuse | carbonated beverage                               |
| פּוּסְטֵמָה               | /pusˈtema/           | глупая женщина        |             |              |                            | ладино       | פּוֹשׂטֵימה postema        | inflamed wound                                    |
| אַדְרִיכָל               | /adʁiˈχal/           | Архитектор            | אַדְרִיכָלוּת    | /adʁiχaˈlut/ | Архитектура                | аккад.       | 𒀵𒂍𒃲                    | temple servant                                    |
| צִי                   | /t͡si/                | Флот                  |             |              |                            | егип.        | ḏꜣy                    | ship                                              |